# Razglednica
Razglednica je najčešće pravokutni komad debljeg papira ili tanjeg kartona namijenjen za pisanje i slanje poštom bez omotnice. S prednje strane je otisnut motiv (najčešće umjetničko djelo, fotografija i crtež), a na poleđini je prostor za adresiranje i pisanu poruku primatelju.
Austrija je 1869. godine izdala prve razglednice na svijetu. Usavršena reprodukcijska tehnika i razvoj fotografije, doprinijeli su da se u 20. stoljeću razvije industrijska proizvodnja razglednica. Umjetničke reprodukcije, pejzaži, a naročito slike gradova kao turistički suveniri postali su predmet kolekcionarstva. Krajem 20. stoljeća, u svijetu se slalo preko 4 milijuna razglednica dnevno.
Poštanska služba SAD-a definira razglednicu kao pravokutni papir najmanjih dimenzija 127×89 mm, debljine 0,18 mm, a najveće dimenzije 108×152 mm, debljine 0,4 mm. Ipak, neke razglednice odstupaju od toga pa postoje i kvadratične i okrugle razglednice, razglednice nepravilnog oblika i sl. Obično se za razglednicu plaća niža poštanska naknada nego za pismo. Postoje razglednice, koje ne trebaju poštansku marku i zovu se dopisnice. Razglednice najčešće tiskaju privatne tvrtke ili organizacije, za razliku od dopisnica koje tiska pošta.
Hrvatska pošta razgledicu definira dimenzijama od 9×14 cm do 12×23,5 cm.
Proučavanje i sakupljanje razglednica zove se deltiologija. U Sjedinjenim Američkim Državama treći je hobi kolekcionarstva po broju kolekcionara nakon numizmatike i filatelije.
Postcrossing je internetski projekt namijenjen za razmjenu razglednica s drugim ljudima iz cijelog svijeta. Svaki korisnik koji pošalje jednu ili više razglednica nekom drugom korisniku u svijetu (adrese se dobiju slučajnim odabirom računala) također će dobiti onoliko razglednica koliko je poslao, od nekog drugog korisnika.

## Vanjske poveznice
- Stare razglednice Hrvatski željeznički muzej, pristupljeno 27. ožujka 2014.